# Heide (Holstein)
Heide (niederdeutsch Heid) ist eine Mittelstadt in Schleswig-Holstein und die Kreisstadt des Kreises Dithmarschen.

## Geografie

### Geografische Lage
Das Stadtgebiet von Heide befindet sich am westlichen Rand der Schleswig-Holsteinischen Geest im Nordteil des Dithmarscher Kreisgebiets nordöstlich der Meldorfer Bucht. Zur Unterscheidung von anderen Orten gleichem Namens wird der Zusatz „i. H.“ / gesprochen „(in) Holstein“ benutzt.

### Gemeindegliederung
Die Volkszählung 1987 registrierte die Einwohnerzahlen auf Basis des folgenden Wohnplatzverzeichnisses. Danach gliederte sich die Stadt wie folgt:
- Bennewohld
- Dellweg
- Duvenheide
- Hochfeld
- Süderholm

Als Stadtteile von Heide (Holst.) werden heute Rüsdorf (1924 eingemeindet), Süderholm-Bennewohld (1967 eingemeindet) und Butendiek genannt.
Zudem wird die Stadt häufig pragmatisch entsprechend den vier Haupthimmelsrichtungen in Heide-Nord und Heide-Süd sowie Heide-Ost und Heide-West eingeteilt.

### Nachbargemeinden
Direkt an das Heider Stadtgebiet grenzen:
| Neuenkirchen; Wesseln | Weddingstedt                                | Ostrohe; Nordhastedt; Barkenholm |
| Norderwöhrden         | Kompassrose, die auf Nachbargemeinden zeigt | Gaushorn                         |
| Lohe-Rickelshof       | Hemmingstedt                                | Süderhastedt                     |

### Klima

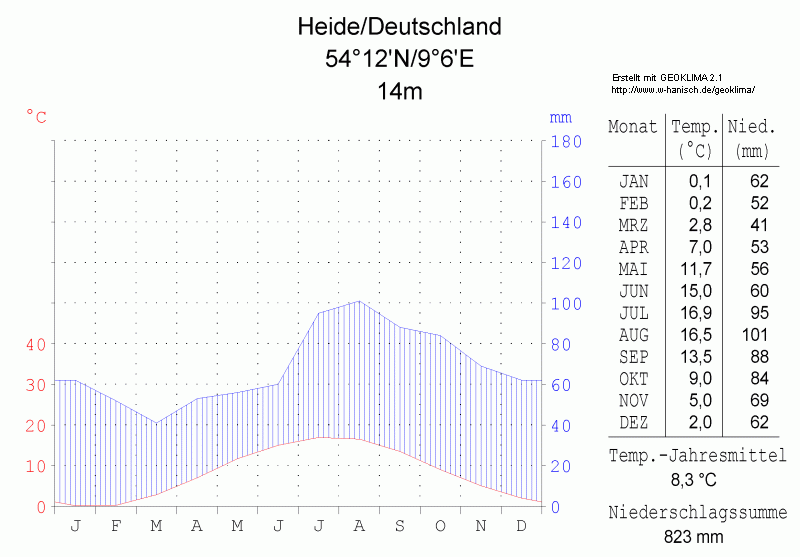
Klimadiagramm von Heide

## Geschichte

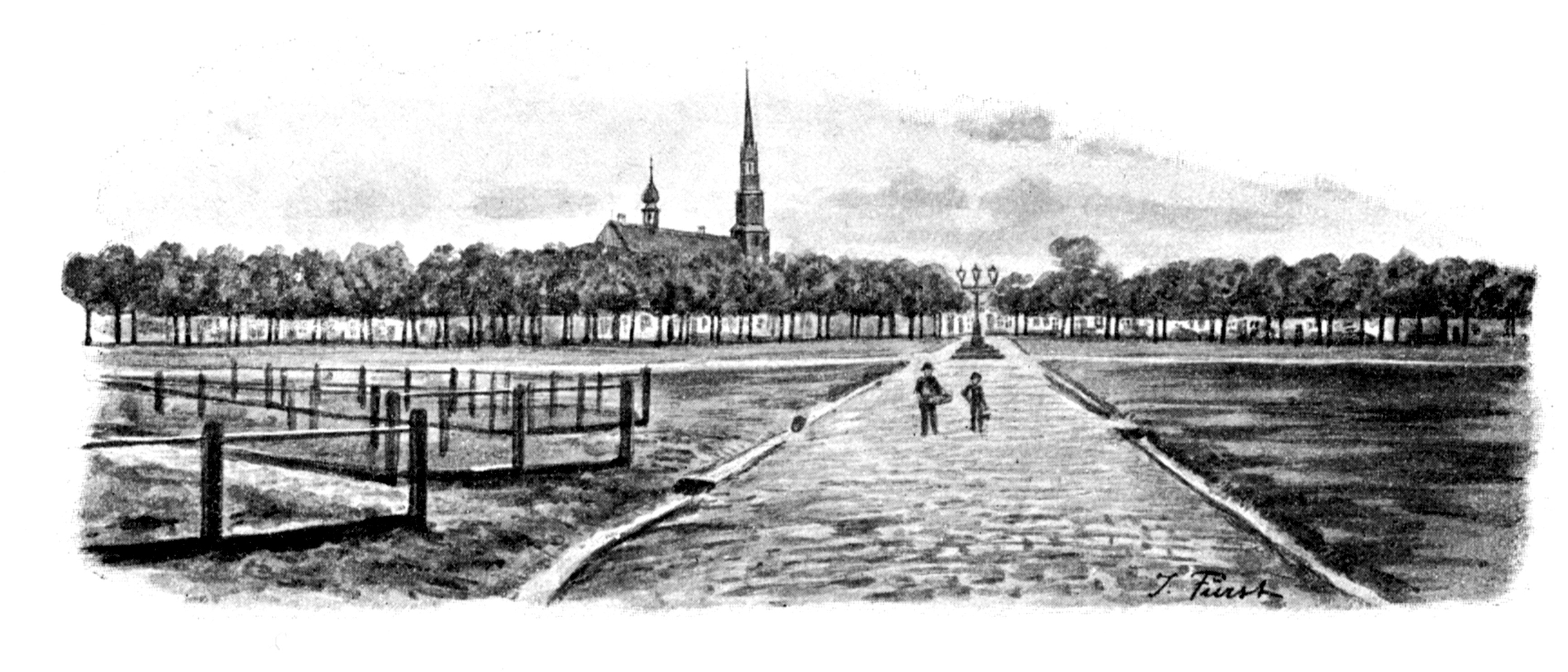
Marktplatz von Heide von dessen Nordost-Ecke aus, Zeichnung um 1895

### Frühe Entwicklung
1404 wurde Heide als Uppe de Heyde zum ersten Mal erwähnt. Laut einer Chronik von 1577 hatten im 14. Jahrhundert die Dörfer Rickelshof, Lohe, Wesseln und Rüsdorf beschlossen, im Schnittpunkt ihrer Gebiete eine Kapelle – oder nach anderer Quelle ein Gasthaus – zu errichten. Bereits 1434 wurde Heide als Versammlungsort der Bauernrepublik erwähnt. 1447 wählten die Dithmarscher Heide zum Obergericht der Achtundvierziger und sicherten den Status des Orts als einer der Dithmarscher Hauptorte neben Meldorf. Zu den Landesversammlungen konnten sich bis zu 12000 wehrfähige Männer auf dem 4,6 ha großen Platz versammeln. An dessen Rand ist schon 1437 eine dem heiligen Georg geweihte St.-Jürgen-Kapelle bezeugt.
Am 10. Dezember 1524 wurde auf dem Marktplatz der ehemalige Mönch Heinrich von Zütphen verbrannt, der Ende November auf Einladung von Nicolaus Boie nach Meldorf gekommen war, um dort die evangelische Lehre zu predigen. Die Reformation setzte sich erst acht Jahre später durch.
Auch wenn Dithmarschen nach der Letzten Fehde 1559 seine Unabhängigkeit verlor und Heide dabei völlig zerstört wurde, behielt Heide seine Bedeutung als Handelsort und Sitz der Verwaltung der späteren Landschaft (in dänischer Zeit) bzw. des Kreises (in preußischer Zeit) Norderdithmarschen. Der ehemalige Versammlungsort diente nunmehr nur noch als Marktplatz. Die ursprünglich aus Feldstein errichtete Kirche wurde aus Ziegeln neu aufgeführt und schon im folgenden Jahr wieder eingeweiht. Der Turm wurde 1611 angefügt und 1724 erneuert.

### Eisenbahnanschlüsse
Im Jahr 1877 bekam Heide durch die Westholsteinische Eisenbahn-Gesellschaft im Bahnhof Heide erste Eisenbahnverbindungen nach Neumünster und Tönning, die zum 1. November 1878 durch die Einbindung der Marschbahn um direkte Verbindungen nach Altona und zehn Jahre später direkt nach Husum erweitert wurden. 1905 bis 1938 bestand gegenüber dem Bahnhof das Betriebsgelände der Kreisbahn Norderdithmarschen, die mit zwei Strecken den Kreis erschloss.

### Politische Entwicklungen
Von 1867 bis 1971 war Heide Sitz des Amtsgerichts Heide. Am 7. Juli 1870 erhielt Heide das Stadtrecht. Heide war Kreisstadt des Kreises Norderdithmarschen.
Heide war eine frühe Hochburg des Nationalsozialismus. Bei der Reichstagswahl 1928 erreichte die NSDAP in Heide 12,6 %. Nach der von den Nazis so genannten Blutnacht von Wöhrden verzeichnete die Heider Ortsgruppe der NSDAP einen starken Mitgliederzuwachs. Bei den Kommunalwahlen 1929 kam die NSDAP in der Folge auf 14 Prozent. Bei der Reichstagswahl 1930 wählten 33,3 % der Wähler in Heide die NSDAP, bei der Reichstagswahl Juli 1932 50,8 %.
Trotz der absoluten Mehrheit für die NSDAP bei den Kommunalwahlen 1933 mit 57,7 % blieb der deutschnationale Bürgermeister Hermann Hadenfeldt vorerst im Amt. 1937 gab Hadenfeldt sein Amt aber vorzeitig auf und Karl Herwig wurde als Bürgermeister eingesetzt. Nach dem Zweiten Weltkrieg ernannten die Briten August Vehrs zum Bürgermeister.
Während der Operation Gomorrha warfen Bomber der 381st Bombardment Group der United States Army Air Forces am Nachmittag des 25. Juli 1943 ihre Bombenlast nicht wie geplant über Hamburg, sondern erst während ihres Rückflugs zur Nordsee über Heide ab.
Seit 1970 ist Heide Kreisstadt des aus den Kreisen Norder- und Süderdithmarschen neu geschaffenen Kreises Dithmarschen und setzte sich in der Wahl gegen Meldorf durch. Bereits 1932 hatte die preußische Regierung die Kreise Norder- und Süderdithmarschen zusammengelegt, dabei aber Meldorf zur Kreisstadt erkoren. Die Nazis machten die Zusammenlegung 1933 wieder rückgängig. Im September 1967 wurden die Orte Süderholm und Bennewohld auf eigenen Wunsch eingemeindet.

### Eingemeindungen
Am 9. Oktober 1924 wurde die Dorfgemeinde Rüsdorf, die bis dahin der Kirchspielslandgemeinde Weddingstedt angehörte, eingegliedert. Am 1. Januar 1968 kam die bis dahin selbstständige Gemeinde Süderholm hinzu. Diese entsprach gebietsmäßig der Gemeinde Süderholm-Bennewohld, die am 1. April 1934 auf die neuen Gemeinden Bennewohld und Süderholm aufgeteilt wurde. Bennewohld wurde am 1. April 1943 nach Süderholm eingemeindet.

### Einwohnerentwicklung

Einwohnerentwicklung von 1835 bis 2016

Die Grafik weist einen für die Region typischen Anstieg der Einwohnerzahl auf. Nach dem Zweiten Weltkrieg wurden Dithmarschen und Eiderstedt (zusammen damals unter 120.000 Einwohner) zum Internierungsgebiet Sperrgebiet G der Alliierten für bis zu 400.000 Wehrmachtssoldaten. Während des Krieges und danach wurden sehr viele Flüchtlinge aus den ehemaligen Ostgebieten Deutschlands in Heide aufgenommen und auch dauerhaft sesshaft.
| Jahr            | Einwohner |
| --------------- | --------- |
| 1835 (1. Feb.)  | 5.135     |
| 1840 (1. Feb.)  | 5.284     |
| 1845 (1. Feb.)  | 5.396     |
| 1855 (1. Feb.)  | 6.120     |
| 1860 (1. Feb.)  | 6.452     |
| 1864 (3. Dez.)  | 6.846     |
| 1871 (1. Dez.)  | 7.420     |
| 1875 (1. Dez.)  | 7.485     |
| 1880 (1. Dez.)  | 8.219     |
| 1885 (1. Dez.)  | 8.032     |
| 1890 (1. Dez.)  | 8.103     |
| 1895 (1. Dez.)  | 8.594     |
| 1905 (1. Dez.)  | 9.478     |
| 1919 (1. Dez.)  | 10.912    |
| 1925 (16. Juni) | 11.164    |
| 1933 (16. Juni) | 12.368    |

| Jahr            | Einwohner |
| --------------- | --------- |
| 1939 (17. Mai)  | 13.205    |
| 1946 (29. Okt.) | 23.175    |
| 1950 (13. Sep.) | 23.178    |
| 1956 (25. Sep.) | 20.792    |
| 1961 (6. Juni)  | 20.675    |
| 1970 (27. Mai)  | 22.992    |
| 2003 (30. Juni) | 20.533    |
| 2005 (30. Juni) | 20.660    |
| 2006 (31. Dez.) | 20.695    |
| 2007 (31. Dez.) | 20.827    |
| 2012 (31. Dez.) | 20.894    |
| 2016 (31. Dez.) | 21.529    |
| 2017 (31. Dez.) | 21.699    |
| 2018 (31. Dez.) | 21.684    |
| 2019 (31. Dez.) | 21.852    |

### Konfessionsstatistik
Gemäß dem Zensus 2022 waren (Mai 2022) 44,7 % der Einwohner evangelisch, 5,2 % katholisch, und 50,1 % waren konfessionslos, gehörten einer anderen Glaubensgemeinschaft an oder machten keine Angabe.

## Politik

### Ratsversammlung
Seit der Kommunalwahl am 14. Mai 2023 verteilen sich die 32 Sitze (+ 3) in der Ratsversammlung folgendermaßen auf die einzelnen Parteien (in Klammern: Differenz zur Anzahl der Sitze nach der Kommunalwahl am 6. Mai 2018):
- CDU: 14 Sitze (+ 2)
- SPD: 6 Sitze (− 2)
- Grüne: 4 Sitze (+ 4)
- FDP: 3 Sitze (± 0)
- LINKE: 2 Sitze (− 1)
- FWH: 1 Sitz (− 2)
- UWH: 1 Sitz (+ 1)
- DFN: 1 Sitz (+ 1)

### Bürgermeister
Der Bürgermeister der Stadt Heide ist seit dem 1. Dezember 2018 Oliver Schmidt-Gutzat (SPD). Seine Stellvertreter sind Marc-Friedrich Trester (CDU) und Manfred Will (SPD).

### Bürgervorsteher
Bürgervorsteher der Stadt Heide ist Michael Stumm (CDU). Seine Stellvertreter sind Hülya Altun (SPD) und Christoph Siewert (CDU).
Die ehemaligen Bürgervorsteher waren:
- 15. Juni 1950 – 1. April 1966     Adolf Stein
- 1. April 1966 – 25. April 1990    Helmut Petersen-Schmidt
- 25. April 1990 – 16. April 2003   Reinhard Woelk
- 16. April 2003 – 24. Juni 2008    Olof Paulsen
- 26. Juni 2008 – 13. Juni 2018     Franz Helmut Pohlmann

### Wappen

Flagge von Heide

Das Kommunalwappen von Heide wurde von dem Brunsbütteler Heraldiker Willy „Horsa“ Lippert gestaltet und am 31. Januar 1952 genehmigt.
| Wappen von Heide | Blasonierung: „In Rot ein linksschreitender, barhäuptiger, goldenbehaarter, -gegürteter und -gespornter, silberner Ritter auf dem Bauch eines rücklings linksliegenden, vierbeinigen, flügellosen, goldäugigen und -pfeilzungigen, silbernen Drachens, dessen rechte Hinterklaue und Schwanz sein rechtes Bein umfassen, den goldenen Speer in das Drachenmaul stoßend, rechts begleitet von einem gestürzten, unten und oben beringten, goldenen Anker, links von einem fünftriebigen, goldenbewurzelten, violettbeblüteten, grünen Heidebüschel.“ |
| Wappen von Heide | Wappenbegründung: Das Hauptmotiv des Wappens der Stadt Heide ist der einen Drachen tötende Heilige Georg, in Norddeutschland St. Jürgen genannt. 1434 trafen sich die Vertreter von acht Dithmarscher Kirchspielen „up de Heyde tho Rusdorpe“ (Rüsdorf), um mit Hamburger Abgesandten Friedensgespräche zu führen. An dieser Stelle entwickelte sich in der Folgezeit der Ort Heide, insbesondere seitdem die Landesversammlungen aller Dithmarscher hier stattfanden und von 1447 an das oberste Gericht des Landes ebenfalls hier tagte. Die bald nach 1434 errichtete, St. Jürgen geweihte Kapelle wurde um 1460 Kirche mit eigenem Kirchspiel. Damit erhielt der Ort das Recht ein eigenes Siegel zu führen; dieses gibt den Schutzpatron der Kirche wieder. Sein ältester Abdruck stammt von 1461. Als Tagungsort wichtiger Organe der Landesverfassung entwickelte sich Heide zum Zentrum der Bauernrepublik Dithmarschen. Auf das älteste Heider Siegel geht das heutige Wappen zurück. Im Mittelpunkt steht der Schutzpatron, das Heidebüschel erklärt „redend“ den Ortsnamen. Die Bedeutung des Ankers ist nicht geklärt. |

### Flagge
In Rot die Figuren des Stadtwappens sämtlich in Weiß ohne Schild, begleitet oben und unten unweit des Randes von einem schmalen weißen Streifen.

### Städtepartnerschaften
- Nowogard in Polen – Städtefreundschaft (ehemals Naugard)
- Anklam in Mecklenburg-Vorpommern – Städtefreundschaft
- Freudenstadt – freundschaftliche Beziehungen zur Großen Kreisstadt im Schwarzwald. Freudenstadt ist die andere Stadt in Deutschland, die den Anspruch erhob, den größten Marktplatz des Landes zu haben. Beide Städte einigten sich mittlerweile darauf, dass die Marktplätze gleich groß seien, jedoch hat Heide den größten unbebauten Marktplatz Deutschlands und Freudenstadt den größten bebauten Marktplatz.

### Patenschaften
- Patenschaft mit der Deutschen Privatschule in Feldstedt/Dänemark
- Patenschaft zur 12. Inspektion der Unteroffizierschule der Luftwaffe
- Patenschaft Containerschiff „Heide“ – Reederei Wentorf
- Patenschaft Lufthansa-Jet „Heide“
- Patenschaft zu den ehemaligen Einwohnern der Stadt und des Kreises Naugard in Pommern

## Kultur und Sehenswürdigkeiten

### Bauwerke

#### St.-Jürgen-Kirche

St.-Jürgen-Kirche von Süd-Ost

Die lichtdurchflutete Kirche steht auf dem Süd-West-Eck des Marktplatzes und wurde auf den Grundmauern des 1559 bei einem Brand vollständig zerstörten Vorgängerbaus errichtet. 1694–1696 wurde das Gebäude erweitert und im gleichen Jahrhundert an der Nordseite eine Empore eingezogen, an der in bildhaften Darstellungen Szenen aus der Bibel gezeigt werden. 1724 wurde die Kirche durch einen neuen, breiteren Chor zu einer Saalkirche vergrößert und der 1611 errichtete Turm so umgestaltet, wie man ihn heute noch sieht. Aus der alten Kirche wurde ein Taufbecken aus Sandstein übernommen. Vermutlich zusammengesetzt aus zwei älteren Altären ist der Schrein eines gotischen Schnitzaltars an der Südwand. Die Kanzel aus der Erbauungszeit mit Darstellungen von Szenen aus dem Leben Jesu mit niederdeutscher Beschriftung stammt aus der Zeit des Neubaus, der barocke Altar von 1699. Außerhalb der Kirche an der Südseite befindet sich ein Sühnestein der in Bild und Wort von einem im Jahr 1567 erfolgten Totschlag berichtet.

#### Weitere Kirchen
- Erlöserkirche (evangelisch)
- Auferstehungskirche (evangelisch)
- St. Josef-Kirche (katholisch)
- Neuapostolische Kirche
- Islamischer Gebetsaal im ehemaligen Ballhaus Tivoli

#### Altes Pastorat

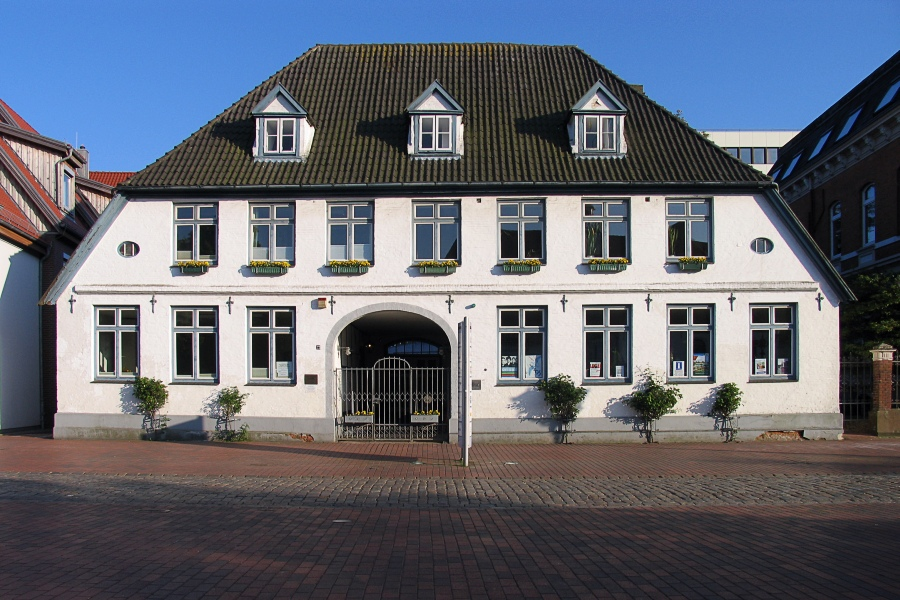
Altes Pastorat

An der Südseite des Heider Marktplatzes, gegenüber der St.-Jürgen-Kirche, befindet sich das Alte Pastorat. Erbaut wurde das Gebäude im Jahr 1739 von Johann Georg Schott. Heute befindet sich dort unter anderem das evangelische Kirchenbüro.

#### Marktplatz
Die Stadt hat den größten unbebauten Marktplatz Deutschlands (4,7 ha). Hier findet seit über 500 Jahren der traditionelle Wochenmarkt statt. Er ist ehemaliger Tagungsort der Landesversammlung der freien und unabhängigen Bauernrepublik Dithmarschen (1447–1559). 48 Regenten tagten jeden Sonnabend, schufen Gesetze, sprachen Recht, erhoben Strafen, empfingen oder schickten Gesandtschaften.

#### Wasserturm

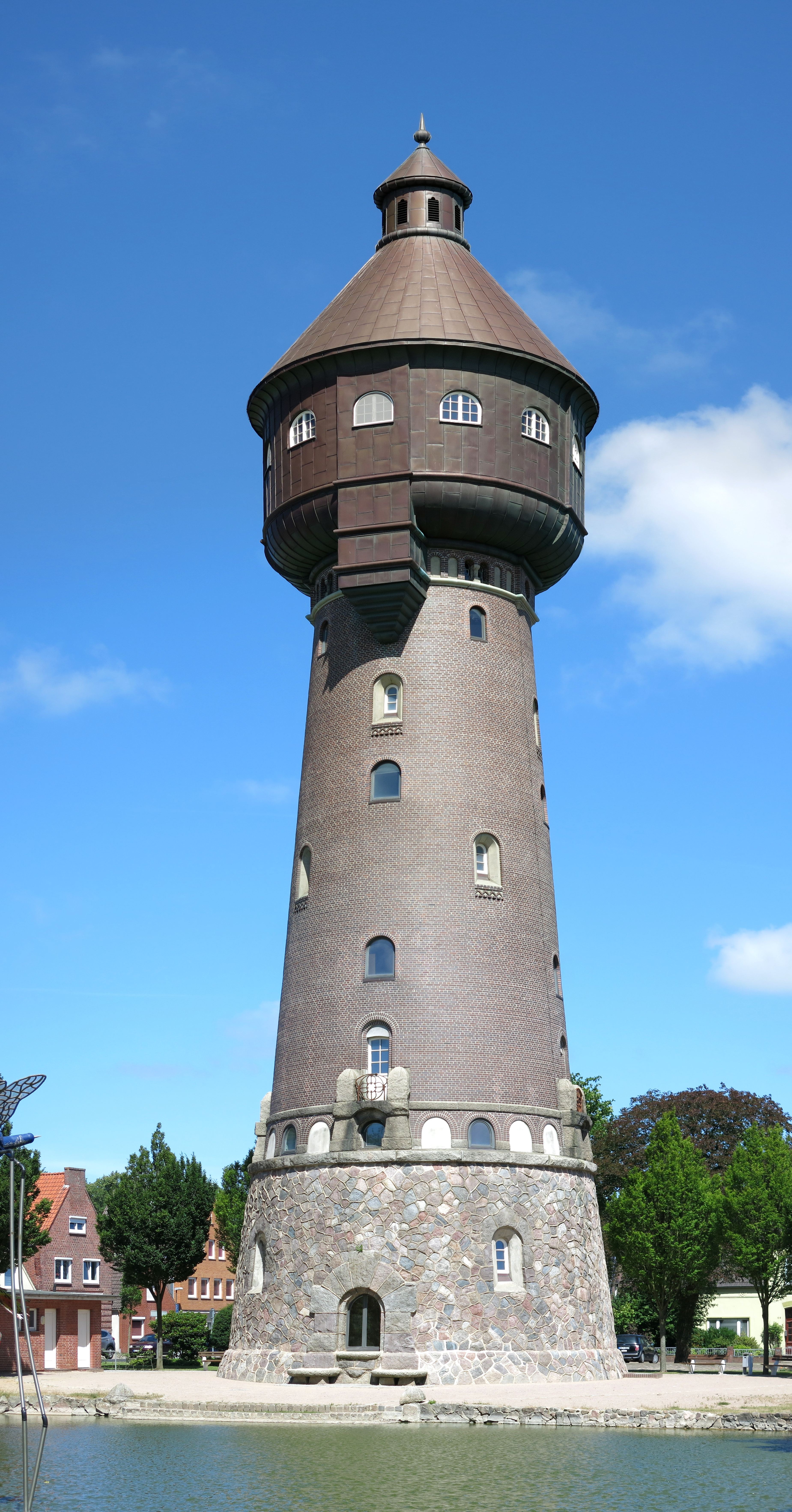
Heider Wasserturm

Der 1903 erbaute und im Jahre 2004 vollständig sanierte Heider Wasserturm mit Trauzimmer des Heider Standesamtes ist sehenswert.

### Kulturdenkmale
Im Stadtbild von Heide gibt es etwa 20 Kulturdenkmäler, darunter das Dreetörnhus (Süderstraße 2), das mit dem Alten Pastorat und der St.-Jürgen-Kirche ein einzigartiges Ensemble bildet.

### Museen

#### Museumsinsel Lüttenheid
Die Museumsinsel Lüttenheid liegt unweit des Marktplatzes im ehemaligen Handwerkerviertel Lüttenheid. Seit 2004 beherbergt das Areal die Heider Stadt- und Handwerksgeschichte sowie das Klaus-Groth-Haus.
Der Schwerpunkt der Museumsinsel Lüttenheid liegt auf der Gründungszeit Heides zur Zeit der Dithmarscher Bauernrepublik sowie der Heider Lebenswelt im 19. und 20. Jahrhundert. Dies wird durch zahlreiche Originalobjekte veranschaulicht.
Das Klaus-Groth-Haus ist das Geburtshaus des Dichters Klaus Groth (1819–1899), der als bedeutendster niederdeutscher Lyriker gilt. Der ehemalige Müllerbetrieb der Familie wurde 1914 zum Museum in Gedenken an den Dichter umgewandelt, nachdem die Stadt das marode Gebäude erstanden und grundsaniert hatte. Des Weiteren vermittelt das eingerichtete Haus einen Eindruck von den Lebensverhältnissen des 19. Jahrhunderts.

#### Brahmshaus
Am Brahmshaus (nach Johannes Brahms) findet man unter dem Giebel an der Vorderfront eine Tafel mit dem Hinweis auf die Familie Brahms, in deren Besitz sich das Haus von 1819 bis 1887 befand. Die 1987 gegründete Brahms-Gesellschaft Schleswig-Holstein hat hier eine Stätte der Erinnerung an den Komponisten geschaffen. Das Haus ist kultureller Anziehungspunkt und beherbergt eine Ausstellung und eine Bibliothek mit Literatur zu Johannes Brahms. Auch finden hier Konzerte, Vorträge und Kurse sowie die Planungen für die Vergabe des Brahms-Preises statt.

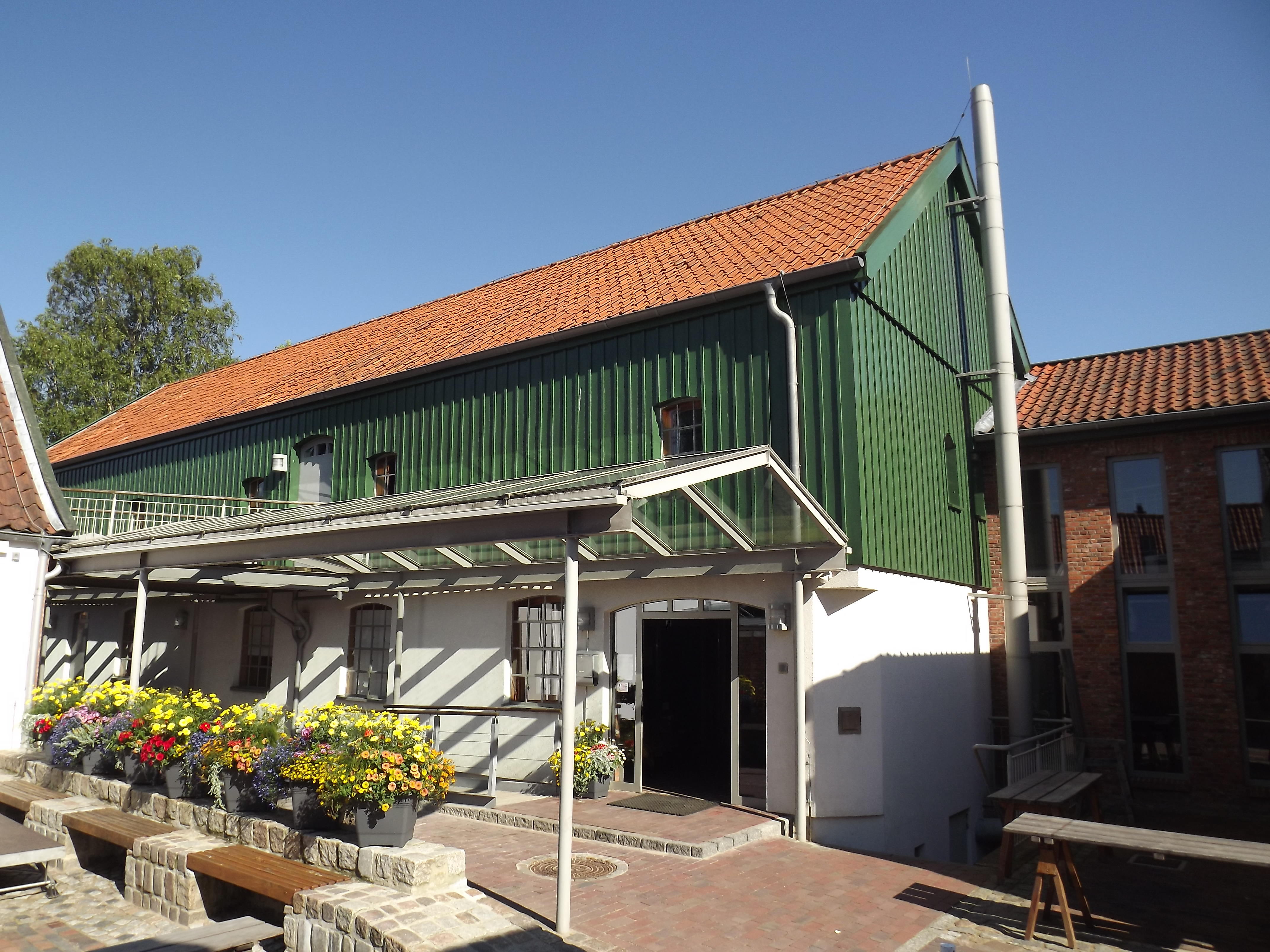
Museumsinsel, Heider Heimatmuseum
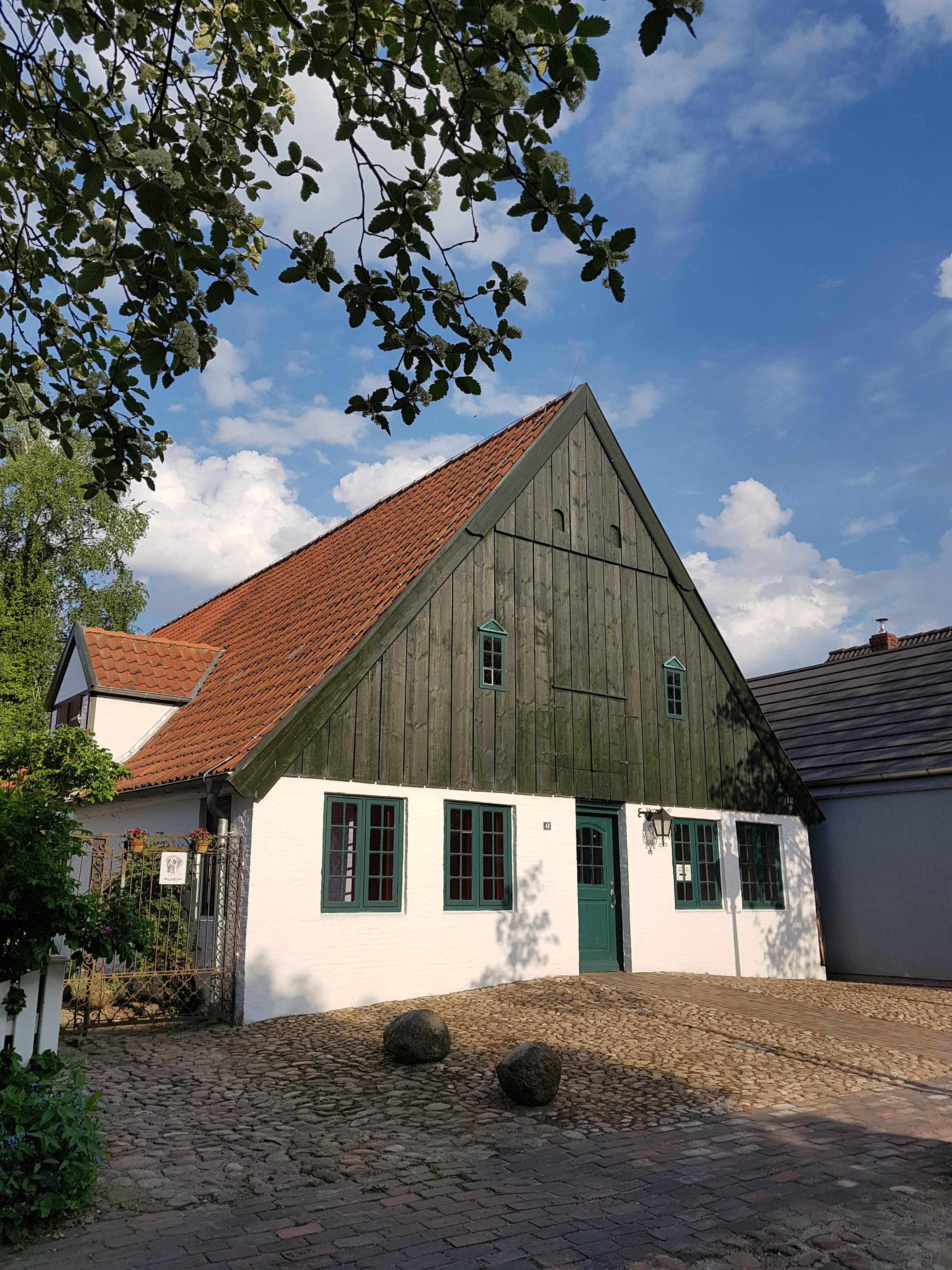
Museumsinsel, Klaus-Groth-Museum
Brahmshaus

### Stolpersteine für Nazi-Opfer

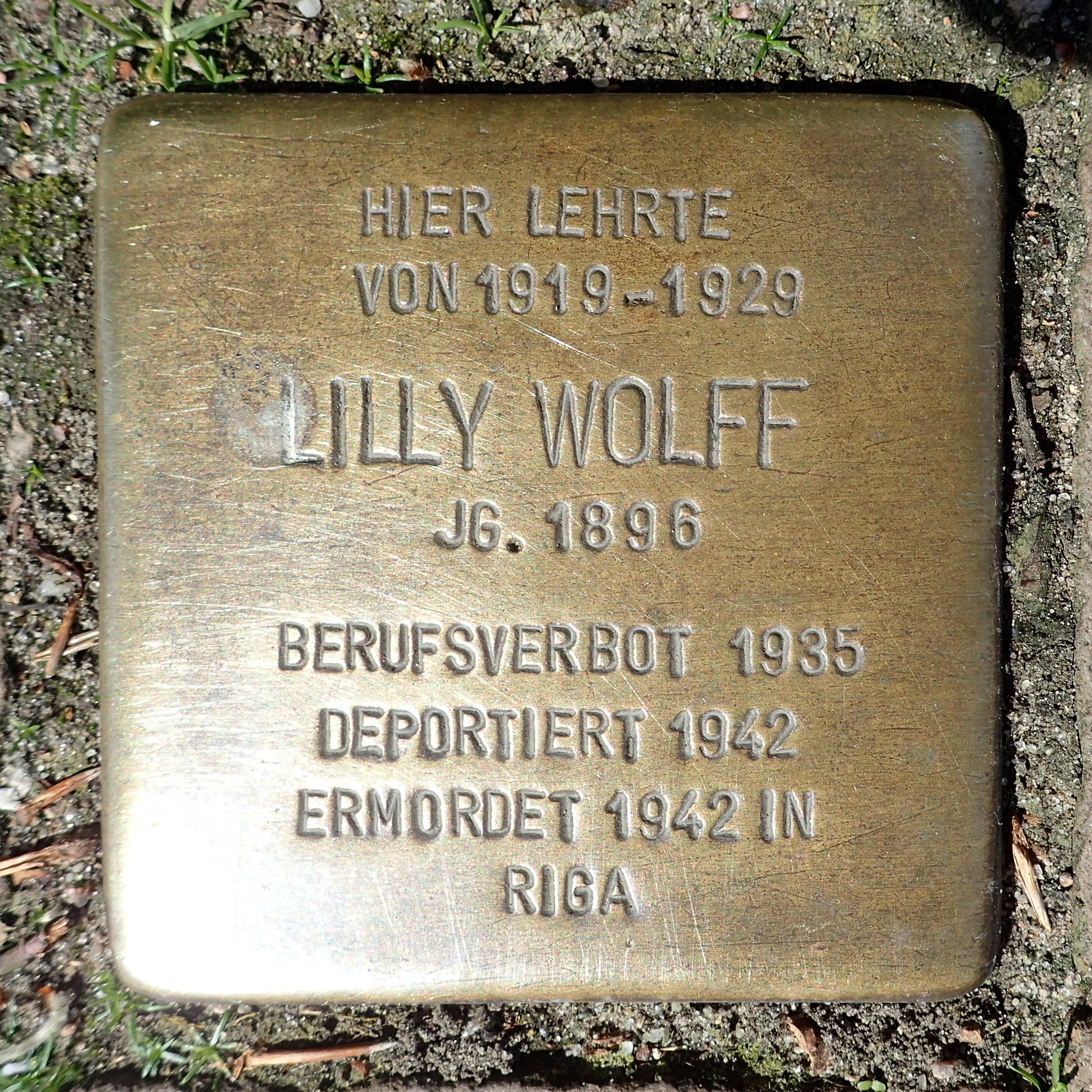
Stolperstein Klaus-Groth-Straße 20 für Lilly Wolff

In Heide gibt es sieben Stolpersteine zur Erinnerung an Opfer des Nationalsozialismus.

### Regelmäßige Veranstaltungen
- Aus dem 19. Jahrhundert stammt die Tradition des Hohnbeers (Hohn = Hahn; beer = Fest), das zur Karnevalszeit stattfindet.
- Seit 1990 findet alle zwei Jahre im Juli der Heider Marktfrieden, ein Mittelaltermarkt, statt.

### Sonstiges
Seit Juli 2007 wirbt die Stadt Heide mit dem Slogan „Marktstadt im Nordseewind“.

## Entscheidung über Northvolt-Batteriefabrik bei Heide
Anfang 2022 gab das schwedische Unternehmen Northvolt bekannt, auf dem Gelände der Gemeinden Lohe-Rickelshof und Norderwöhrden bei Heide die Batteriefabrik Northvolt Drei mit etwa 3000 Arbeitsplätzen errichten zu wollen. Ende Oktober des gleichen Jahres gab Northvolt-Chef Peter Carlsson in einem Interview mit der Frankfurter Allgemeinen Sonntagszeitung jedoch bekannt, den Bau der Fabrik bei Heide möglicherweise zu verschieben. Als Grund nannte er die hohen Strompreise. Am 2. Februar 2023 begann eine zweitägige Reise des Bundeswirtschaftsministers Robert Habeck nach Schweden, vor der er bekannt gab, für Heide als Standort für das Batteriewerk werben zu wollen. Am 3. Februar 2023 gab Northvolt bekannt, dass die Vorbereitungen für die Fabrik weiter in Gang seien, jedoch aktuell noch die Frage im Raum stehe ob das Projekt in den USA – aufgrund von Begünstigungen für Northvolt in Folge des kürzlich verkündeten Inflation Reduction Acts – oder Heide priorisiert werde. Im Zentrum stehen dabei die Fragen über eine langfristige Energieversorgung zu wettbewerbsfähigen Preisen aus erneuerbaren Quellen sowie auch zur Finanzierung. Die EU-Kommission hatte am 8. Januar 2024 die geplanten Fördermittel in Höhe von 902 Millionen Euro für den Bau der Northvolt Batteriefabrik in Dithmarschen bewilligt. Mit der Förderung soll verhindert werden, dass eine Investition in ein Land außerhalb Europas verlagert werde.
Northvolt beantragte im November 2024 eine Sanierung nach US-Recht. Der Bau der Fabrik bei Heide soll nach Angaben des Unternehmens weiter gehen, weil die deutsche Tochtergesellschaft unabhängig von der Muttergesellschaft finanziert werde.

## Sport

### Rennbahn Fichtenhain
Für Trabrennen des am 4. März 1904 gegründeten Traberclubs Ditmarsia entstand eine 500 Meter lange Trabrennbahn, die am 16. Juni 1907 eingeweiht wurde. Der Traberclub beschloss 1924 zusammen mit dem neu gegründeten Dithmarscher Automobil-Club (DAC) den Bau einer Automobil- und Motorradrennbahn, die nach nur siebenwöchiger Bauzeit fertiggestellt wurde und eines der modernsten und schnellsten Autodrome in Europa war. „Die Bahn war 1250 m lang, 10–12 m breit und hatte eine Kurvenüberhöhung von 45–50 Grad“. Auf dieser Ovalbahn fanden bis 1932 achtzehn Rennen in diversen Automobil- und Motorradklassen statt, einige als deutsche Meisterschaft. Der von Soenius gehaltene Bahnrekord auf der Fichtenhain-Rennbahn beträgt 143,2 km/h.

### Sportvereine (Auswahl)
- Dithmarscher Automobil-Club Heide e. V. (DDAC)
- Heider SV (Fußball)
- MTV Heide (div. Breitensport)
- Postsportverein Heide (div. Freizeit- und Breitensport)
- Schachverein VHS Heide

## Verkehr

### Eisenbahnverkehr
Der Bahnhof Heide (Holst) ist ein Eisenbahnknotenpunkt im schleswig-holsteinischen Eisenbahnverkehr. Hier treffen die Bahnstrecken Neumünster–Heide und Heide–Büsum auf die Marschbahn. Der Bahnhof wird durch die Linien RE 6 (Hamburg-Altona–Westerland (Sylt)), RB 62 (Heide–Itzehoe) und RB 63 (Neumünster–Büsum) bedient. Heide liegt im Nahverkehrsverbund Schleswig-Holstein.
Der Bahnhof wird ebenfalls von Fernverkehrszügen bedient. Einzelne Verbindungen innerhalb des IC-Liniennetzes der Deutsche-Bahn-Tochter DB Fernverkehr werden in Hamburg über die Marschbahn bis nach Westerland/Sylt durchgebunden.

### Straßenverkehr
Heide ist durch die A 23 Hamburg–Heide an das deutsche Autobahnnetz angeschlossen. Es gibt die Anschlussstellen „Heide-Süd“ an der B 5 Richtung Meldorf/Brunsbüttel und die Anschlussstelle „Heide-West“ an der B 203 Richtung Büsum bzw. Richtung Rendsburg/Kiel und B 5 Richtung Tönning/Husum. Mitten durch das Stadtzentrum verläuft die B 203, welche nahe dem Bahnhof mittels der Stadtbrücke die Bahngleise überquert.

### Busverkehr
Das direkte Siedlungsgebiet der Stadt wird im ÖPNV durch zwei Stadtbuslinien erschlossen (Liniennummern 2901 und 2902 im Nahverkehrsverbund Schleswig-Holstein), die im halbstündigen Takt verkehren. Betreiber ist (Stand 2022) das Unternehmen Vineta. Darüber hinaus gibt es Regionalbusverbindungen ins Umland des gesamten nördlichen Kreisgebiets von Dithmarschen.
Im Kern des städtischen wie auch regionalen Busverkehrs stehen die bisher getrennten Haltestellen Bahnhof und ZOB. Seit Dezember 2013 fahren die Linien des Heider Stadtverkehrs bereits vom neuen Kombibahnsteig am Bahnhof ab. Die vollständige Verlagerung des ZOBs an den Heider Bahnhof war ursprünglich für 2015 geplant, letztlich wurde dieser jedoch erst Anfang Dezember 2022 eröffnet.

### Flugverkehr
Der nächstgelegene Regionalflughafen ist der Flugplatz Heide-Büsum, von hier aus werden mehrmals täglich Linienflüge der OFD nach Helgoland angeboten. Der nächste Verkehrsflughafen befindet sich in Hamburg-Fuhlsbüttel, der in einer Stunde erreicht werden kann.

## Bildung, Kinder- und medizinische Betreuung

### Allgemeinbildende Schulen
Schülerzahlen aus dem Schuljahr 2022/2023
- Grundschulen
  - Grundschule Lüttenheid (Lüttenheid 32), 194 Schüler in 8 Klassen
  - Schulen am Moor mit Standorten in Heide-Süderholm und der Nachbargemeinde Ostrohe (Süderholmer Straße 65), 151 Schüler in 7 Klassen
  - St.-Georg-Schule (Bürgermeister-Vehrs-Straße 13–15), 245 Schüler in 10 Klassen

- Grund- und Gemeinschaftsschulen
  - Klaus-Groth-Schule mit Standorten in der Klaus-Groth-Straße 18–20 und am Loher Weg, 459 Schüler in 21 Klassen

- Gemeinschaftsschule
  - Gemeinschaftsschule Heide-Ost (Friedrich-Elvers-Straße 7), 614 Schüler in 25 Klassen

- Förderschule
  - Friedrich-Elvers-Schule (Europaschule), Förderzentrum Heide mit Außenstellen (Friedrich-Elvers-Straße 14), 59 Schüler in 7 Klassen, 297 Betreute insgesamt

- Gymnasien
  - Werner-Heisenberg-Gymnasium (Rosenstraße 41), 609 Schüler in 33 Klassen
  - Gymnasium Heide-Ost (Europaschule/Kulturschule), (Friedrich-Elvers-Straße 7), 704 Schüler[30]
  - Berufliches Gymnasium am BBZ Dithmarschen (Waldschlößchenstraße 48–52; in Meldorf: Friedrichshöfer Straße 31), Fachrichtungen:
    - Gesundheit und Soziales
    - Wirtschaft
    - Technik sowie Agrarwirtschaft (Agrarbiologie)

Die Fachrichtungen Technik und Agrarwirtschaft des Beruflichen Gymnasium des BBZ Dithmarschens werden in Schritten nach Heide verlegt; die Techniker sind jedoch auf die technische Ausstattung in Meldorf angewiesen, was den vollständigen Ausschluss des Standorts Meldorf (noch) nicht zulässt.

### Berufsbildende Schulen
- BerufsBildungsZentrum (BBZ) Dithmarschen (Waldschlößchenstraße 48–52; in Meldorf: Friedrichshöfer Straße 31)
- Dr.-Gillmeister-Schule, staatlich anerkannte Schule für technische Assistenten in der Medizin (Esmarchstraße 50)
- Staatlich anerkannte Fachschule für Altenpflege/DRK LV (Esmarchstraße 50)
- Landwirtschaftsschule (Waldschlösschenstraße 47)
- Bildungszentrum für Berufe im Gesundheitswesen am Westküstenklinikum Heide (Esmarchstraße 50)
- Rettungsdienst-Akademie der RKiSH, notfallmedizinische Aus- und Fortbildung (Esmarchstraße 50)

### Fachhochschule
Die Fachhochschule Westküste (FHW; Fritz-Thiedemann-Ring 20) ist die jüngste staatliche Fachhochschule in Schleswig-Holstein. Sie hatte 2023 rund 1600 Studenten und bietet die Studiengänge
- Elektrotechnik und Informationstechnik
- Betriebswirtschaft
- Internationales Tourismusmanagement[32]
- Wirtschaft und Recht
- Management und Technik
- Wirtschaftspsychologie
- Green Building Systems
- Green Energy[33]
- Immobilienwirtschaft

### Kinderbetreuung
- Evangelischer Kindergarten (Lindenstraße 9a)
- Evangelischer Johannes Kindergarten (Stettiner Straße 28)
- Ganztagskindergarten und Kinderhort Heide e. V. (Klaus-Harms-Straße 56)
- Kindertagesstätte Sausewind (Klaus-Harms-Straße 56)[34]
- Kinderbetreuungsservice (Helgoländer Straße 13)
- Kindergarten Arche Noah (Waldschlößchenstraße 84)
- Kindertagesstätte Morgenstern (Nordstrander Straße 27)[34]
- Kindertagesstätte Regenbogen (Norderstraße 82–86)[34]
- Kindertagesstätte Sternschnuppe (Dr.-Gillmeister-Weg 3)[34]
- Kindertagesstätte Nordlichter (Fritz-Thiedemann-Ring 20b)[34]
- Lichtblick Westküste (Berliner Straße 65)

### Sonstige Bildungseinrichtungen
- BTZ Heide Bildungs- und Technologiezentrum gGmbH (Stiftstraße 83)
- Volkshochschule Heide e. V. (Markt 29)
- Stadtbücherei (Himmelreichstraße 10–12)
- Dithmarscher Musikschule e. V. (Bahnhofstraße 29)

### Klinikum
- Das Westküstenklinikum besitzt mit Brunsbüttel und Heide zwei Standorte, wobei in Heide mit 17 Kliniken und Instituten das deutlich breitere Angebot vorgehalten wird.

## Kirchen und kirchliche Einrichtungen

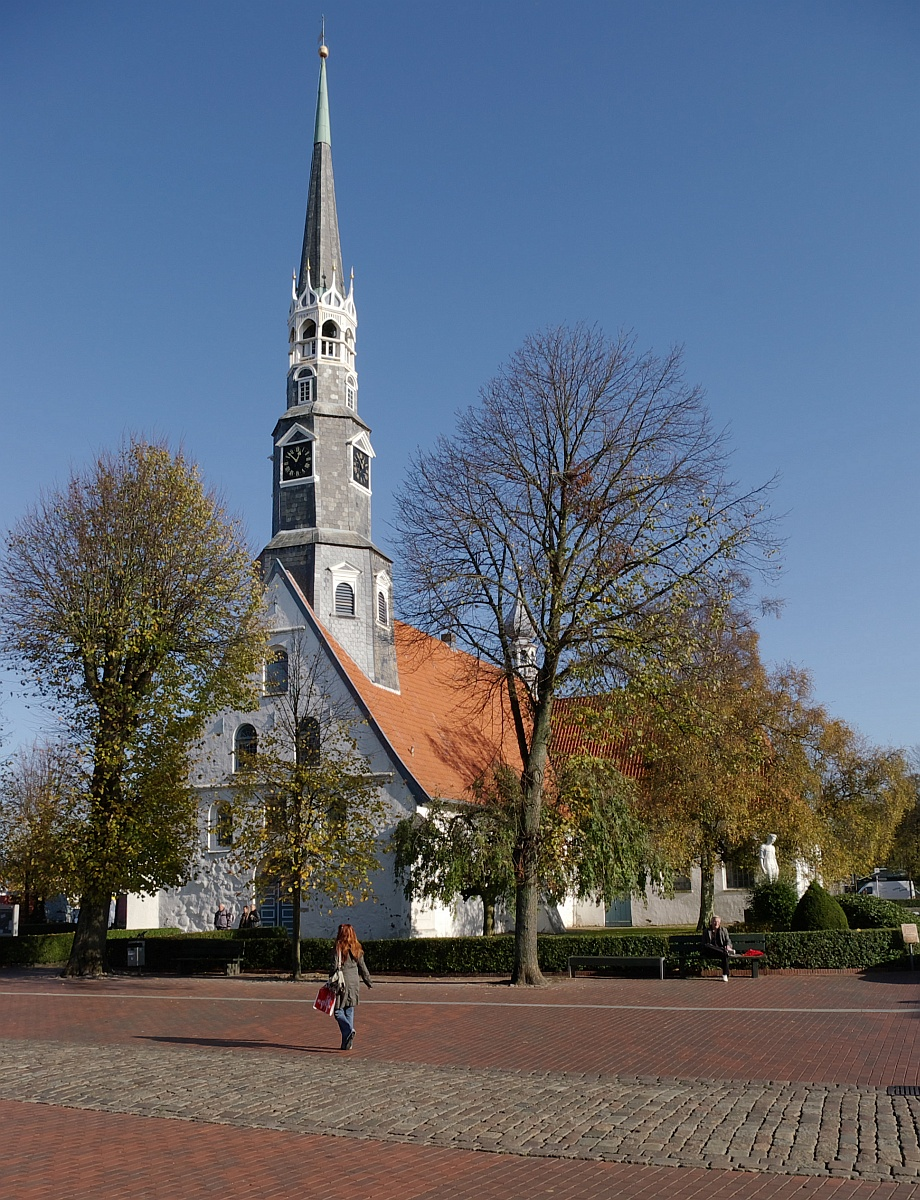
St. Jürgen

### Evangelisch-lutherisch
- St. Jürgen (Markt)
- Auferstehungskirche (Timm-Kröger-Straße 33)
- Erlöserkirche (Berliner Straße 7)
- Gemeindehaus Süderholm (Amtmann-Rohde-Straße 27)
- Verband Christlicher Pfadfinderinnen und Pfadfinder Heide, VCP Heide
- Ring Evangelischer Gemeindepfadfinder Heide, Stamm Westwind

### Römisch-katholisch
- St. Josef (Kleine Straße 8)

### Sonstige Glaubensgemeinschaften
- Jehovas Zeugen Königreichssaal (Halligweg 6)
- Kirche Jesu Christi der Heiligen der letzten Tage (Mormonen) (Dr.-Lammers-Straße 26a)
- Neuapostolische Kirche (Ernst-Mohr-Straße 9)
- Siebenten-Tags-Adventisten (Rüsdorfer Straße 19)
- VIKZ Moschee (Hamburger Straße 18)
- Christuskirche (Evangelisch-Freikirchliche Gemeinde / Baptisten) (Westerweide 5)

### Friedhöfe
- Nordfriedhof / Zütphenfriedhof, Weddingstedter Straße (seit 1825)
- Südfriedhof / Johannesfriedhof, Lobeskampweg (seit 1932)
- Waldfriedhof Hohenhain (Nutzung mit Nordhastedt)

### Statistik
| Name                                         | Mitglieder bzw. Anzahl                  |
| -------------------------------------------- | --------------------------------------- |
| Einwohner                                    | 20.470                                  |
| Evangelische Kirche                          | 12.340                                  |
| Römisch-katholische Kirche                   | 1.210                                   |
| Orthodoxe Kirchen                            | 150                                     |
| Evangelische Freikirchen                     | wegen geringer Anzahl nicht ausgewiesen |
| Judentum                                     | wegen geringer Anzahl nicht ausgewiesen |
| Sonstige                                     | 620                                     |
| Keiner ö.-r. Religionsgesellschaft zugehörig | 5.970                                   |

## Persönlichkeiten

### Ehrenbürger
- Klaus Groth, niederdeutscher Dichter und Schriftsteller
- Heinrich Schultz, Alt-Marktmeister
- August Blaas, 1868 Vorsteher des Fleckenkollegiums, 1870 1. Bürgermeister der Stadt Heide
- August Schölermann, Stadtverordneter, stellv. Bürgermeister, Initiator des Heimatmuseums
- Ernst Mohr, Stifter der Anlage vor dem Heider Wasserturm und Stadtrat
- Emil Jacobsen, Hauptmann der Freiwilligen Feuerwehr Heide
- Nicolaus Bachmann, Maler und Bildhauer
- Arnold Ebel, Komponist, Professor an der Berliner Hochschule für Musik
- Hermann Hadenfeldt, Bürgermeister 1903–1909 und 1928–1937, nach dem Krieg Stadtdirektor
- Friedrich Pauly (1875–1954), Landrat des Kreises Süderdithmarschen, Niederdeutsch-Übersetzer, galt als bester Groth-Kenner
- Hinrich Schmidt, 1919–1929 Beigeordneter und Stadtrat, 1924–1927 leitender Bürgermeister, Tiefbauunternehmer
- Adolf Stein, Bürgervorsteher
- August Vehrs, 22 Jahre Stadtverordneter, 1945–1950 Bürgermeister
- Helmut Petersen-Schmidt, Bürgervorsteher
- Reinhard Woelk, Bürgervorsteher
- Franz-Helmut Pohlmann, 2008–2018 Bürgervorsteher[36]
- Ilka Marczinzik, Gründerin des Lokalen Bündnis für Familie, stv. Bürgervorsteherin

### Söhne und Töchter der Stadt
- Friedrich Johann Jacobsen (1774–1822), Jurist und Autor
- Paul Boysen (1803–1886), Bürgermeister und Oberbürgermeister von Hildesheim
- Sophie Dethleffs (1809–1864), Mundart-Dichterin
- Klaus Groth (1819–1899), niederdeutscher Dichter und Schriftsteller
- Rudolph Dohrn (1836–1915), Gynäkologe, Hochschullehrer, Universitätsrektor
- Paul Christoph Hennings (1841–1908), Botaniker
- Friedrich August Christian Pauly (1842–1900), Buchhändler und Verleger, Gründer der Heider Zeitung, Vater von Ehrenbürger Friedrich Pauly
- Christian Hoeck (1849–1930), Geistlicher und Reichstagsabgeordneter
- Alfred Jacobus Dührssen (1862–1933), Gynäkologe
- Nicolaus Bachmann (1865–1962), Maler und Bildhauer
- Richard Brunsich von Brun, geboren als Richard Brunn (1870–1964), Bibliothekar und sächsischer Hofrat
- Kurt Streitwolf (1871–1954), Hauptmann, kaiserlicher Resident im Caprivizipfel
- Erich Blunck (1872–1950), Architekt
- Richard Blunck (1873–1948), Architekt
- Friedrich Pauly (1875–1954), Verwaltungsjurist, Niederdeutsch-Übersetzer, Landrat von Süderdithmarschen
- Hans Würtz (1875–1958), „Krüppelpädagoge“
- Rudolph Dirks (1877–1968), deutsch-amerikanischer Comicpionier
- Hela Sander (1879–1952), Schriftstellerin
- Bruno Claußen (1880–1958), Bibliothekar
- Carl-Heinz Rodenberg (1904–1995), Neurologe und Psychiater, Gutachter der „Aktion T4“
- Ernst Hanssen (1907–1989), Metall- und Steinbildhauer sowie Goldschmied
- Kurt Hector (1909–1981), Archivar
- Egon Overbeck (1918–1996), Industrieller und Mannesmann-Vorsitzender
- Fritz Thiedemann (1918–2000), Doppelolympiasieger im Springreiten
- Erwin Rehn (1927–2000), Widerstandskämpfer gegen den Nationalsozialismus
- Willi Gerdau (1929–2011), Fußballspieler
- Peter Freese (1939–2020), Amerikanist und Literaturwissenschaftler
- Reimer Witt (1941–2018), Archivar, Archivdirektor
- Ute Erdsiek-Rave (* 1947), Politikerin (SPD)
- Wolfram Schädler (* 1947), Rechtsanwalt, ehemaliger Bundesanwalt beim Bundesgerichtshof
- Heiner Egge (* 1949), Schriftsteller
- Joachim Krause (* 1951), Professor der Politikwissenschaft
- Marie-Elisabeth Rehn (1951–2024), Volkskundlerin
- Günther Schlee (* 1951), Ethnologe, Direktor am Max-Planck-Institut für ethnologische Forschung
- Rolf Wiese (* 1952), Kurator und ehemaliger Museumsleiter
- Michael Brzoska (* 1953), deutscher Friedens- und Konfliktforscher
- Kay Löffler, (* 1958), Autor
- Manfred Eichhorn  (* 1961), Maler und Grafiker
- Hauke Harder (* 1963), Komponist und experimenteller Physiker
- Michael Lütje (* 1966), Drehbuchautor, Filmregisseur und Filmproduzent
- Andreas Hein (* 1967), Politiker (CDU)
- Christian Pfaff (* 1968), Schauspieler
- Solveig Klaßen (* 1969), Drehbuchautorin und Regisseurin
- Frank Strauß (1970–2024), Eishockeyspieler und Bankmanager, Vorstand der Deutschen Bank und Postbank
- Klaus Florian Vogt (* 1970), jugendlicher Heldentenor
- Edda Schnittgard (* 1971), Musikerin, Kabarettistin, Autorin und Regisseurin
- Tanja Chawla (* 1974), DGB-Vorsitzende in Hamburg
- Michael David Pate (* 1980), Filmregisseur, Filmproduzent und Drehbuchautor
- Martin Rieck (* 1980), Journalist und Dokumentarfilmer
- Christoph Nübel (* 1982), Historiker
- Stefan Peters (* 1982), Politikwissenschaftler und Friedensforscher
- René Wiesner (* 1987), Filmproduzent und Filmregisseur
- Freshtorge (* 1988), Comedian, Schauspieler und Webvideoproduzent
- Julian Grundt (* 1988), Fußballspieler
- Valerie Gorris (* 1991), Schauspielerin, Sängerin, Redakteurin und Autorin
- Lena Schrum (* 1991), Fußballspielerin
- Max Neuhaus (* 1999), Handballspieler

### Personen, die mit der Stadt in Verbindung stehen
- Heinrich von Zütphen (1488–1524), Reformator und evangelischer Märtyrer, wurde in Heide verbrannt
- Thomas Selle (1599–1663), Lehrer, Kirchenmusiker und Komponist
- Friedrich Julius Pauly (1798–1879), Herausgeber der Dithmarsischen Zeitung, Mitglied des Dänischen Reichsrates, Großvater des Ehrenbürgers Friedrich Pauly
- Johannes Brahms (1833–1897), Komponist, sein Vater war gebürtiger Heider
- Gustav Bruhn (1889–1944), KPD-Politiker und Widerstandskämpfer
- Claudius Gosau (1892–1944), Widerstandskämpfer gegen den Nationalsozialismus
- Elma Grohs-Hansen (1892–1981), Bildhauerin und Textilkünstlerin
- Elisabeth Bruhn (1893–1944), Kommunistin und Widerstandskämpferin
- Willy Graba (1894–1973), Maler, lebte 35 Jahre in Heide, Am Galgenberg 7
- Lilly Wolff (1896–1942), Lehrerin, Opfer des Holocaust, Mitarbeiterin des Büro Grüber
- Godber Nissen (1906–1997), Architekt und Hochschullehrer
- Irmgard Stecher-Borbe (1925–2009), Malerin und Grafikerin
- Waldemar Krause (1926–2006), Schriftsteller, lebte die meiste Zeit seines Lebens hier
- Elisabeth von Ulmann (1929–2005), Schriftstellerin, Lyrikerin und Dichterin, lebte hier und hinterließ literarische Spuren
- Bernd-Dieter Hüge (1944–2000), Schriftsteller, wuchs hier auf, sein Roman Das Steinkind hat viele Bezüge zu Heide
- Nis-Edwin List-Petersen (* 1947), Diakon, Komponist neuer geistlicher Lieder, Musiker, Autor, war 1971–1978 Jugendwart des Kirchenkreises Norderdithmarschen und Leiter des Gospel- und Sacropop-Chors „Edwin's Karkenswingers“
- Hans-Liudger Dienel (* 1961), Technikhistoriker, absolvierte in Heide den Zivildienst
- Ulrich Pfeil (* 1966), Historiker, wuchs hier auf und machte 1985 das Abitur am Gymnasium Heide-Ost
- Kerstin Ott (* 1982), Musikerin, lebt seit ihrer Kindheit in Heide
- Denise Loop (* 1994), seit 2021 Abgeordnete des Deutschen Bundestags für Bündnis 90/Die Grünen, hat ihren Hauptwohnsitz in Heide